# 帕索 (葡萄牙)
帕索是葡萄牙布拉干萨区的一个堂区。总面积16.92平方公里，总人口236人，人口密度13.9人/平方公里。